# Петар Палавичини
Петар Палавичини (итал. Petar Pallavicini; Корчула, 15. јун 1887 — Дубровник, 22. октобар 1958) био је српски и југословенски вајар.

## Биографија
Клесарски занат учио на Корчули, а вајарство на Вајарско-каменорезачкој школи у Хоржицама (Чешка) 1905 — 1909. Студирао на Ликовној академији у Прагу 1909 — 1912. код професора Мислбека. Апсолвирао је вајарство у Бечу. Први светски рат затиче га у Чешкој. Прву самосталну изложбу имао је у Прагу 1919. године. Године 1921. долази у Београд. Његова кућа постала је стециште интелектуалних и уметничких кругова Београда. Био је професор на Уметничкој школи у Београду од 1924. до 1937. године. Један је од оснивача Уметничке групе Облик. Учествовао је на великом броју групних изложби у Југославији (Сплит, Осијек, Загреб, Љубљана, Београд, Нови Сад) и Европи (Барселона, Софија, Пловдив, Праг, Лондон, Париз, Рим, Москва, Лењинград, Братислава, Варшава, Краков, Будимпешта). Учествовао је 1957. на изложби савремене српске скулптуре, Галерија УЛУС-а, Београд.

## Уметност
У раној фази био је под утицајем националног романтизма Ивана Мештровића. Око 1922. настаје његов препознатљиви израз који спада у најоригиналније и најмодерније у југословенском вајарству између два светска рата који је сам назвао „спиритуализовани кубизам“. Главна стилска одлика била је упрошћена форма, готово сведена на волуминозни цртеж коју је показао у низу портрета насталих током треће деценије. У циклусу статуета које је извео тридесетих година изражавао се наглашеном експресијом „готичких“ вертикала. Ове особине су обележиле његов целокупни каснији опус.
Најпознатија Палавичинијева дела су: Портрет Растка Петровића, 1922, Готска статуета, 1926, Дон Кихот, 1927, Девојка са зделом, 1932, Девојка која се чешља, 1933, Пролеће (Први цвет), 1939, За плавом птицом, 1939.
Уз Сретена Стојановића, Риста Стијовића и Тому Росандића убраја се у протагонисте српске савремене скулптуре.

## Самосталне изложбе
- Праг 1917, 1921
- Загреб 1920
- Београд 1921, 1923, 1929, 1952 (ретроспективна изложба), 1969 Петар Палавичини и његови ученици
- Сплит 1925

## Одликовања
- 1925 Орден Светог Саве, Београд